# Melba

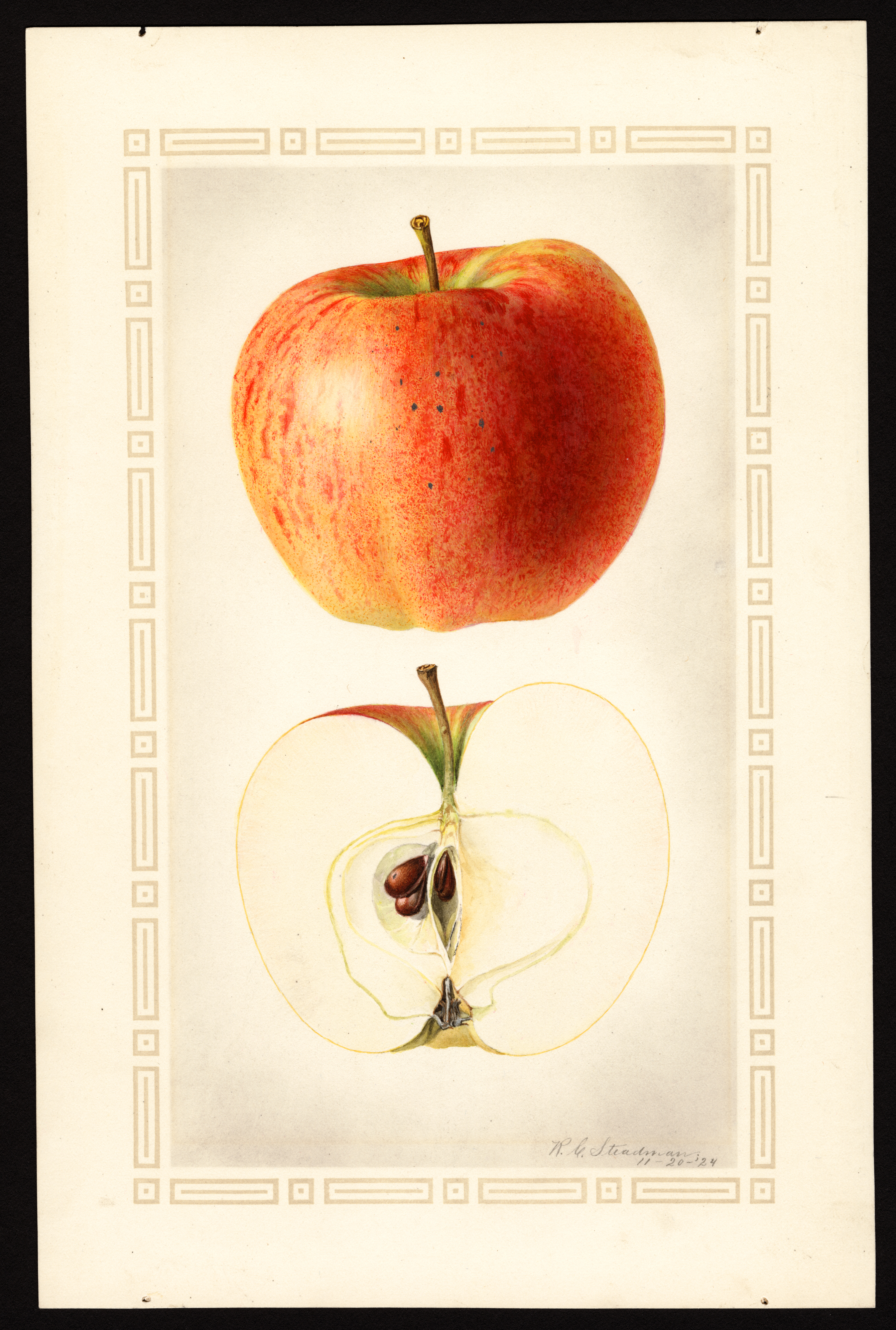
Melba.

Melba är en äppelsort som har sitt namn efter den australiska sångerskan Nellie Melba. Melbas moderäpple är McIntosh. Detta äpple bör inte odlas i södra Sverige, då det kan drabbas av skorv där. Skalet på detta äpple är gröngult och rött. Köttet är vitt och fast, med en söt och syrlig smak. God arom. Äpplet plockas i början av september och håller endast några dagar. Äpplet passar både som ätäpple och som köksäpple. Blomningen är tidig, och äpplet pollineras av bland andra Aroma, Gyllenkroks Astrakan, Ingrid Marie, Katja, Lobo, Mio, Oranie, Stenbock, Summerred, Transparente Blanche, Wealthy och Åkerö. I Sverige odlas Melba gynnsammast i zon II-V. I Finland odlas äpplet gynnsammast i landets sydligare delar. C-vitamin-innehåll: 14mg/100g.
Melba började säljas i Sverige år 1950 av Alnarps Trädgårdar.